# 木村吉兵衛
木村 吉兵衛（ 嘉永5年7月29日（1852年9月12日） - 没年不明）は日本の実業家。呉服太物商。大地主。幼名惣太郎。伯耆国西伯郡米子町（現鳥取県米子市）出身。長子吉兵衛は鳥取県多額納税者で、呉服太物商を営んだ。娘の富野は元逓信省郵務局長久埜茂の妻。

## 人物
- 『島根鳥取名士列伝、中』九十九頁-百頁によれば「身富裕の家に生れ能く大節を守り他の誘惑に遭うも毅然として動かず倹素自から奉じ勤勉自から處し其利あるや必ず進んで之を取り事あるや必ず退て之を慮り信用愈々厚く家道益々盛んに其名終に紳商の間に著はる其独立の心内に堅固にして勤倹の徳外に充溢するに非ずんば焉んぞ此の如きを得んや吁是れ木村吉兵衛君其人の本領也君之を守ること終始一貫終に能く今日の競争場裏に勝ちを制して昂然商海に雄飛するに至る盛なりと云うべし」

- 明治の初年坂口平兵衛と共同して人参製造業に従事したが感ずる所あって明治19年（1886年）断然之を廃止し更に坂口等と共同して米子製糸合名会社を起し製糸業を始めた[2]。

## 家族・親族

### 木村家
（鳥取県米子市東倉吉町）
家は代々呉服太物商を営む。祖先は尼子義久の旧臣であった。永禄9年（1566年）富田落城に際し当国に移住し龜屋と称す。
初代新助は、京都桔梗屋の当地の支店を担任業務に当る。弟次助が龜屋を嗣ぎ、新助自ら桔梗屋と称し呉服商を営む。文化9年（1812年）9月主用で上京し不幸にも病魔に侵され療養功を奏せず同月同地に於て死去。
二代目吉兵衛は新助の長子。法勝寺町遠藤某に寄寓し専ら商業を学ぶ。家の資産大に増殖した。
桔梗屋呉服店について、元米子市長野坂寛治によれば「一時のタルミはあったが、米子でのゼイタク屋として絹もの帯地など専ら西陣ものの高級品を扱い、店の東側には機械縫場を設けてガラス障子をたてロクロ細工の西洋手スリをはめこんで、手まわしミシンで西洋流裁縫を道行く人々が見物に立ちどまったが、何しろ見る見る前の方へと縫われた布が流れ出るのに目を見張った。今近代的服地の販売がここで開かれたのも因縁である。」という。
- 父・吉平[1]

三代目吉平は西倉吉町吉田屋彦五郎の二男。前代の長子芳太郎夭死したため入りて養嗣となる。資性温順至孝にして普く老弱を愛敬する。親疎の別なく能く一家を和し曾て怒喜の色を顕わさず。故に奴婢に至る迄親愛する事自己の子の如し。
- 妻・たけ[5]（鳥取、坂口平吉郎二女[5]）
- 長男・吉兵衛（呉服太物商[5]、鳥取県多額納税者[5]）

明治11年（1878年）1月生 - 没
普通学を修める。明治37年（1904年）家督を相続し前名芳太郎を改め襲名す。呉服太物商を営む。鳥取県多額納税者である。宗教は浄土宗。
- 同妻・りつ（鳥取県平民、鳥取県多額納税者、商業、名島嘉吉郎妹）

明治11年（1878年）8月生 - 没
- 同養子・儀之助（同長女於園夫、島根、藤井喜助長男）

明治21年（1888年）11月生 - 没
- 同女・於園（養子儀之助妻）

明治30年（1897年）1月生 - 没
- 男・倉次郎[5]

明治13年（1880年）3月生 - 没
- 同妻・あや子（坂口常次郎二女）

- 女・富野[5]（逓信省郵務局長久埜茂に嫁す）

明治28年（1895年）3月生 - 没

## 史料

### 西伯郡の大地主
明治35年（1902年）2月の『鳥取県伯耆国一円地価所得税詳覧』によって、米子町を含む西伯郡の地価一万円以上の大地主をみると以下のとおりである。彼等は当時の経済的実力者で、その多くは、質屋を営み銀行に投資し商業に従事し、あるいは各種会社の役員を兼ねるなど多面的な経済活動をしていた。
米子・坂口平兵衛（七万二千八百一円）
三好栄太郎（五万六千二百六円）
名島嘉吉郎（四万七千六百七十七円）
益尾吉太郎（四万七千七百五十四円）
所子・門脇篤慶（三万六千八百十八円）
松村吉太郎（三万六千百四十六円）
所子・門脇元右ェ門（三万三千七百一円）
日吉津・石原以波保（二万八千六百八十八円）
大幡・仲田兵一郎（二万七千六百七十八円）
米子・木村吉兵衛（二万四千五百九十六円）
大高・船越弥一郎（二万千三百三円）
渡・庄司廉（一万九千九百四十六円）
福米・本生芳三郎（一万八千二百二十一円）
逢坂・橋井富三郎（一万五千七百八十六円）
天津・植田豊三郎（一万五千七百八十六円）
米子・野坂茂三郎（一万五千七十八円）
御来屋・中川藤吉（一万四千百四十三円）
淀江・吹野三右ェ門（一万二千九百二十円）
米子・益尾徳次郎（一万二千二百三十九円）
富益・永見億次郎（一万千八百二十円）
米子・大谷房太郎（一万千六百二十六円）
境・荒木徳三郎（一万千二百七十八円）
庄内・国谷享（一万千九百円）
米子・杵村善市（一万千四十一円）
近藤ナオ（一万九百九十円）
法勝寺・千代清蔵（一万八百八円）
淀江・泉頭宇三郎（一万七百五十二円）
大幡・矢田貝平重（一万六百十五円）
大山・椎木多四郎（一万九十八円）
賀野・岡田平次郎（一万二千九百二十円）

### 大正5年（1916年）の地主層
当時、商工業の有力者は同時に地主でもあった。この年度における米子町の地価1000円以上の地主名を挙げると次の通りである。15000円～20000円の部に木村吉兵衛の名前がみえる。
- 1000円～2000円の部[9]

八幡貞蔵、森尾甚太郎、大塚誠太郎、三好豊吉、渡辺幸四郎、隠岐村初太郎、野坂吉五郎、末好和三、小倉延衛、住田半三郎、今井兼文、富長為太、勝田伝六、久山義英、植田兼蔵
- 2000円～3000円の部[9]

神庭政七、亀尾定右衛門、亀尾伝三郎、藤谷喜三郎、天野芳太郎、井田虎次郎、有本松太郎、渡辺慶太郎、船越正蔵
- 3000円～4000円の部[9]

黒田繁夫、天満徳太郎、田中庄次郎、篠原義一、村上常三、長田吉太郎、小西芳太郎、中村藤吉、門脇孝一、津田宗一郎、広戸藤次郎
- 4000円～5000円の部[9]

砂田竹太郎、坂江まつの
- 5000円～7000円の部[9]

小坂市太郎、森久太郎、野波令蔵、松浦常太郎
- 7000円～10000円の部[9]

大谷房太郎、平野万寿子、石賀善五郎
- 10000円～15000円の部[9]

田村源太郎、近藤なお、益尾徳次郎、杵村喜市、船越作一郎、稲田秀太郎
- 15000円～20000円の部[9]

木村吉兵衛
- 20000円～25000円の部[9]

三好栄次郎、後藤快五郎
- 30000円～35000円の部[9]

野坂茂三郎
- 35000円～45000円の部[9]

益尾吉太郎
- 70000円～100000円の部[9]

名島嘉吉郎
- 100000円以上の部[9]

坂口平兵衛

### 国税営業税百円以上納入者及び納入額
※綱島幸次郎編『山陰実業名鑑』大正元年（1912年）12月、帝国興信所米子支所発行による。
名島嘉吉郎（博労町）、四百三十四円
木村吉兵衛（東倉吉町）、二百九十五円
稲田秀太郎（紺屋町）、二百八十三円
田村源太郎（糀町）、二百五十八円
後藤快五郎（内町）、百八十四円
益尾岩次郎（道笑町）、百七十八円
野坂茂三郎（法勝寺町）、百七十円
松浦常太郎（紺屋町）、百六十八円
益尾吉太郎（道笑町）、百六十一円
高橋台三郎（法勝寺町）、百五十九円
藤谷善太郎（茶町）、百五十五円
近藤ナオ（糀町）、百五十円
平野猪三郎（道笑町）、百三十一円
砂田竹太郎（紺屋町）、百三十円
茅野治良八（灘町）、百二十七円
三好豊吉（日野町）、百八円
久留藤三郎（灘町）、百六円
野波令蔵（法勝寺町）、百四円
島田松三郎（立町）、百円
小坂市太郎（糀町）、百円

## 関連
- 中国貯蓄銀行
- 米子銀行
- 米子製糸